# Pfarrgasse 7 (Coburg)

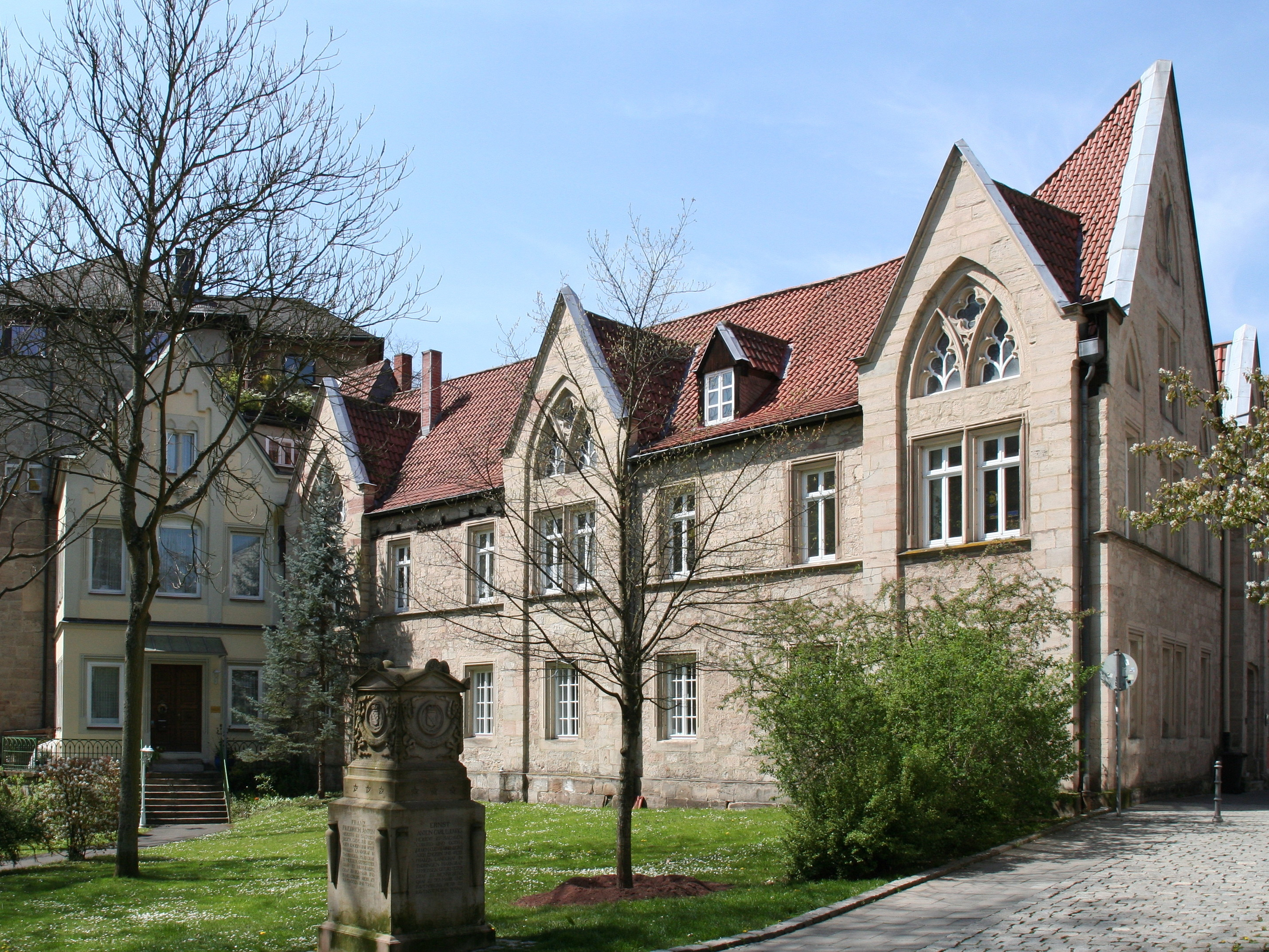
Pfarrgasse 7 in Coburg, Fassade Untere Anlage

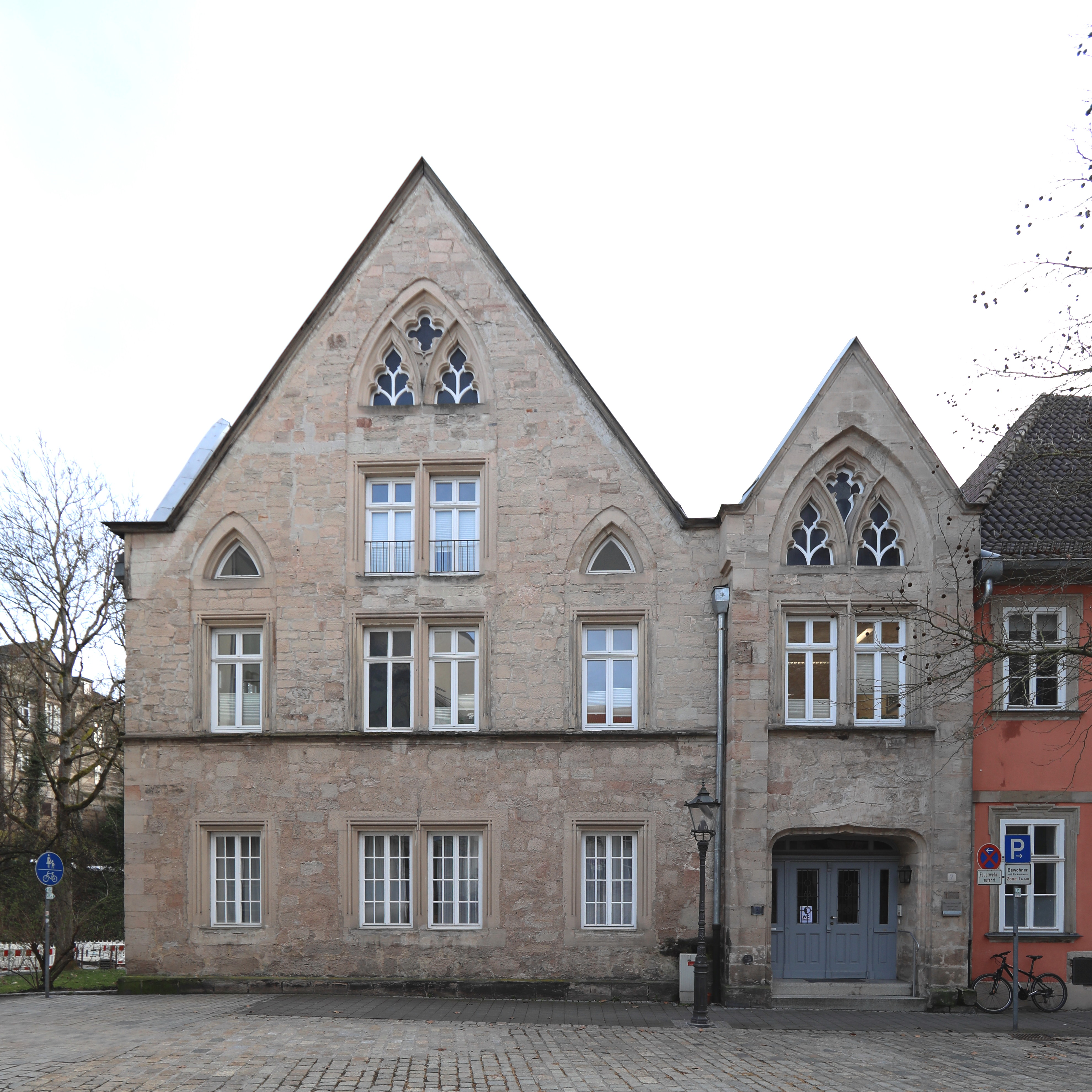
Fassade Pfarrgasse

Das Haus Pfarrgasse 7 steht in der oberfränkischen Stadt Coburg. Es entstand im Jahr 1835 im Stil der Neugotik. In dem denkmalgeschützten Gebäude hatte unter anderem bis 2023 das Pfarramt der evangelisch-lutherischen Morizkirche seinen Sitz. Zudem befindet sich die Suchtberatung der Diakonie Coburg in dem Gebäude.

## Geschichte
Schon im Jahr 1729 wurden im 14. bis 16. Jahrhundert errichtete Gebäude des Wirtschaftshofes der Propstei südöstlich von St. Moriz teilweise für den Bau des Wohnhauses des Superintendenten in der Pfarrgasse 6 abgebrochen. Von 1827 bis 1829 folgte schließlich der Abbruch des Restes der Propstei (Stallungen, Kammern) und der dahinterstehenden Stadtmauer. Von 1833 bis 1835 ließ die Gemeinde ein Gebäude für den Rektor und den Kirchenaufwärter zum Wohnen errichten. Im Jahr 1959 fanden unter anderem zur Vergrößerung der Erdgeschossräume Umbau- und Instandsetzungsmaßnahmen statt. Das Gebäude, das 1995 von der Stadt übernommen wurde, beherbergt auch das Pfarramt St. Moriz.

## Baubeschreibung
Das zweiflügelige, zweigeschossige Eckhaus steht gegenüber der Pfarrkirche St. Moritz. Die neugotisch gestaltete Fassade des ziegelgedeckten Satteldachbaus besteht aus groben Sandsteinquadern.
Im Gegensatz zu den anderen Häusern der Pfarrgasse besitzt das Gebäude zwei giebelständige Satteldächer. Die siebenachsige, traufständige Fassade des Hauptbaus entlang der Unteren Anlage gliedern drei einachsige Risalite, dazwischen jeweils zwei Fensterachsen. Die Risalite haben einen Spitzgiebel, darunter ein zweibahniges Maßwerkfenster mit profilierten, spitzbogigen Rahmen gefolgt von Doppelfenstern mit Mittelpfosten im Ober- und Erdgeschoss. Die zugehörige Giebelfront prägt ein dreiachsiger Schaugiebel, der höher als der Dachfirst ist, wobei der Dachfirst zur Giebelspitze ansteigt. Ein Gesimsband in Höhe der Fensterbrüstung trennt Erd- und Obergeschoss. Die mittlere Achse ist wie die Risalite der Längsseite aufgebaut, die beiden äußeren Fensterachsen schließen oben Bogendreiecke ab.
Die kleine, rechte Giebelfront des Nebengebäudes, zum Nachbarhaus Pfarrgasse 6, ist als einachsiger Risalit analog dem Hauptbau, allerdings im Erdgeschoss anstelle von Fenstern mit einem breiten, kielbogigen Portal ausgebildet.